# سفارة أذربيجان في أوكرانيا
سفارة أذربيجان في أوكرانيا هي أرفع تمثيل دبلوماسي لدولة أذربيجان لدى أوكرانيا. تقع السفارة في كييف وهي تهدف لتعزيز المصالح الأذربيجانية في أوكرانيا.

## وصلات خارجية
- الموقع الرسمي
- قائمة سفارات أذربيجان
- قائمة السفارات في أوكرانيا